# Гарсенда Прованская
Гарсенда Прованская (фр. Garsende de Provence; ум. после 1264) — регент Беарна, Габардана, Брюлуа, Монкада, Кастельвьеля и Росанеса в малолетство своего сына Гастона VII Беарнского, дочь графа Прованса Альфонса II и графини Форкалькье Гарсенды II де Сабран, жена виконта Гильома II Беарнского.

## Биография
Год рождения Гарсенды неизвестен. В феврале 1223 года она вышла замуж за виконта Гильома II Беарнского. Он в 1229 году погиб во время завоевания королём Арагона Хайме I Мальорки.
Сын и наследник Гильома II, Гастон VII, был ещё мал. Поэтому регентом при нём стала мать, Гарсенда.
Правление Гарсенды продолжалось до 1240-х годов. Об этом периоде известно немного. Чтобы получить поддержку, она передала сеньорию Гаро Арно Гильому де Марсану, виконту Лувиньи, который из-за этой сеньории вступил конфликт с аббатом Ла-Реоля. В 1233 году молодой виконт Гастон поддержал аббата и отобрал Гаро у виконта, что чуть не привело к вооружённому конфликту, поскольку Арно Гильом расценил конфискацию как враждебное действие и начал готовиться к войне. Только при посредничестве соседей конфликт удалось уладить.
В 1234 году был возобновлён союз Беарна со ставшим теперь королём Наварры Тибо IV Шампанским, который за 10 лет до этого заключил виконт Гильом II, муж Герсенды.
В 1242 году Гарсенда сопровождала Гастона VII в Бордо, где в это время находился двор короля Англии Генриха III. Согласно описанию Матвея Парижскому, Гарсенда «отличалась некрасивой внешностью и необычайной толщиной», при этом «она одна заполняла собой целую повозку».
О дальнейшей биографии Гарсенды известно мало. Её имя упоминается в документе, датированном 14 октября 1252 года. В 1264 году она была жива, управляя каталонскими владениями сына. Вероятно она умерла вскоре после этого.

## Брак и дети
Муж: с февраля 1223 Гильом II (ок. 1185 — 12 сентября 1229) — виконт Беарна, Габардана и Брюлуа, сеньор Монкада и Кастельвьеля и Росанеса с 1224
- Гастон VII (1225 — 26 апреля 1290), виконт Беарна, Габардана и Брюлуа, сеньор Монкада и Кастельвьеля с 1229
- Констанция Беарнская; муж: дон Диего Лопес III де Аро (ум. 4 октября 1254), сеньор Соберано-де-Бискайя и де Аро
- (?) Рамона де Монкада; муж: Журо V (ум. ок. 1242), сеньор де Кабрера, виконт Жероны и Ажера